# Compromising Positions
Compromising Positions (br Posições Comprometedoras) é um filme estadunidense de 1985, do gênero drama dirigido por Frank Perry. O roteiro é baseado em obra de Susan Isaacs.

## Sinopse
Uma dona de casa fica intrigada com a morte do seu dentista e começa a investigar o caso por conta própria, descobrindo que o sujeito tinha o péssimo hábito de tirar fotos comprometedoras de suas clientes.